# Вынужденная посадка (фильм, 1958)
Вынужденная посадка (англ. Crash Landing) или Спасение на море (англ. Rescue at Sea) — малобюджетный драматический фильм-«катастрофа» режиссёра Фреда Сирса, а главные роли в нём исполнили Гэри Меррилл и Нэнси Рейган (будущая первая леди США), причём для последней это был последний фильм, в титрах она была указана под именем Нэнси Дэвис. Премьера фильма состоялась 1 июля 1958 года.
Сюжет повествует о самолёте, у которого во время полёта через океан возникла чрезвычайная ситуация, приведшая к необходимости выполнить приводнение посреди открытого моря; сама история основана на реальном происшествии, случившемся 16 октября 1956 года с самолётом Boeing 377 Stratocruiser авиакомпании Pan American.

## Сюжет
Слоган: «Это тот момент, когда 32 жизни оказываются обнажены» (англ. This is the moment when 32 lives are laid bare)
Большой четырёхдвигательный винтовой самолёт Douglas DC-7 авиакомпании Transatlantic Airways выполняет ночной трансатлантический рейс 627 Лиссабон—Нью-Йорк, а на его борту находятся 32 человека. Командиром экипажа является Стив Уильямс — в прошлом военный лётчик, герой Второй мировой войны, но в то же время пользующийся дурной славой среди остального экипажа, с которыми он ведёт себя довольно властно. Помимо этого, среди пассажиров находится его жена Хелен с сыном, с которыми Стив также находится в конфликте: ребёнок обменял ненавистный ему велосипед на понравившиеся музыкальные записи, за что отец его жестоко наказал, тогда как мать встала на сторону сына. Проблемы есть и у других людей на борту. Недавно овдовевший пассажир Морис Стэнли из первого класса пытается завязать отношения с Бернис Уиллуби, которая страдает аэрофобией; стюардессе Энн Тэтчер не нравятся ухаживания второго пилота Джона Смитбэка, и она едва терпит его; бизнесмены Артур Уайт и Келвин Хэвелик являются партнёрами, но конфликтуют из-за разных взглядов на ведение дел; ребёнок Тедди Бертон волнуется за своего пса в грузовом отделении.
Неожиданно посреди океана у «Дугласа» отказывают два двигателя, при этом на одном из них воздушный винт не может флюгироваться, а работая в режиме авторотации начинает тормозить самолёт. Экипаж понимает, что не сможет долететь до Нью-Йорка и придётся садиться на воду. На поданный сигнал бедствия откликается американский эсминец D 347, который проводил в Атлантике учения, после чего лайнер направляется к нему. Но оказавшись около военного корабля Уильямс принимает решение пока не рисковать с посадкой в темноте, а кружить над водой, ожидая рассвета. До утра у них есть несколько часов, в течение которых люди на борту успеют лучше узнать друг друга в чрезвычайной ситуации, в том числе Стив поймёт, что был излишне суров с экипажем и семьёй, бизнесмены наконец урегулируют конфликт, а стюардесса Тэтчер по новому взглянет на пилота Смитбэка.

## В ролях
| Актёр            | Роль                        |
| ---------------- | --------------------------- |
| Гэри Меррилл     | командир (КВС) Стив Уильямс |
| Нэнси Рейган     | Хелен Уильямс жена КВС      |
| Роджер Смит      | второй пилот Джон Смитбэк   |
| Ирен Херви       | Бернис Уиллуби              |
| Джуэлл Лэйн      | стюардесса Энн Тэтчер       |
| Шеридан Комерэйт | бортинженер Говард Уитни    |
| Ричард Ньютон    | штурман Джед Саттон         |
| Бек Нельсон      | Нэнси Артур                 |
| Селия Ловски     | миссис Ортега               |
| Льюис Мартин     | Морис Стэнли                |

## Создание
История с приводнением Boeing 377 в Тихом океане получила широкий резонанс, поэтому довольно скоро встал вопрос о её экранизации. В 1950-х годах фильмы-катастрофы только начали завоёвывать экран, в том числе в 1957 году был выпущен фильм Нулевой час. Режиссёр Фред Сирс в свою очередь был известен тем, что снимал фильмы в короткие сроки и за небольшой бюджет, поэтому продюсер Сэм Кацман и доверил ему создание фильма с рабочим названием Спасение на море, причём позже название сменится на Вынужденная посадка, так как изначально больше походило для комедии. Сам съёмочный процесс был завершён всего за 10 дней, но в процессе монтажа режиссёр Фред Сирс умер 30 ноября 1957 года, поэтому фильм был смонтирован только в 1958 году.
Фильм создавался в период Холодной войны, как раз в разгар «Спутникового кризиса», поэтому в сюжете присутствуют сцены, показывающие американских военных с положительной стороны: несколько пассажиров военные, командир Уильямс в прошлом военный лётчик и герой войны (в реальном случае пилот в период войны летал на гражданских самолётах), а помощь пострадавшим оказывал эсминец американских ВМС (в реальности это был сторожевой корабль береговой охраны).
Основные события разворачиваются на DC-7C, в «роли» которого снялся борт XA-LOD (заводской номер 45129) мексиканской авиакомпании Compañía Mexicana de Aviación, при этом название авиакомпании просто прикрыли полотном; в некоторых сценах крупным планом показаны Douglas DC-6 авиакомпаний American Airlines и Western Airlines, а в сцене посадки на воду самолёт и вовсе сменяется на Lockheed R6V Constitution. Вместо Лиссабонского аэропорта был снят аэропорт Голливуд в Бербанке (Калифорния).

## Культурные аспекты
Сцена, где пассажир Стэнли предлагает пассажирке Уиллуби кофе, впоследствии была спародирована в фильме Аэроплан!.